# Angoli di vita
Angoli di vita è il 18° album in studio di Pierangelo Bertoli pubblicato nel 1997.

## Descrizione
Dopo la rottura con la casa discografica Ricordi, Pierangelo Bertoli si ripropone al pubblico con questo album edito dalla piccola Crisler e pubblicato in poche migliaia di copie.
Bertoli nei dodici brani che compongono l'album approfondisce il suo stile di sempre che si muove tra canzone d'autore e ballata popolare. Il brano che apre l'album, Il potere, è una dura canzone di denuncia che cerca di mettere in guardia dai rischi delle civiltà del benessere dove il potere si afferma e realizza i suoi scopi mediante una sottile e subdola propaganda; sulla stessa lunghezza d'onda si pone Festa al castello, quasi una filastrocca che ricorda come "il popolo", nonostante insurrezioni e rivolte, faccia grande fatica ad emanciparsi trovando la via di una consapevole libertà frutto di un equilibrato rapporto fra diritti e doveri. I lupi è, ancora, una canzone che affronta una tematica politica: si parla dei magistrati che in una fase di grave crisi civile cercano di porre un argine alla corruzione diffusa e, dall'altro lato, di uomini pubblici corrotti incapaci di ammettere le proprie responsabilità. Gli altri brani affrontano invece tematiche decisamente esistenziali come l'amore travagliato (Mentre tu), l'invito alla speranza nonostante la fatica di vivere (Ancora tempo, Ti scriverò domani), l'esigenza di scegliere il proprio stile di vita (Se fossi).

## Tracce
1. Il potere – 5:09 (testo: Pierangelo Bertoli – musica: Alberto Bertoni)
2. Mentre tu – 3:22 (testo: Pierangelo Bertoli – musica: Musica di Bertelli)
3. Festa al castello – 3:41 (testo: Pierangelo Bertoli e Renato Borghi – musica: Marco Dieci)
4. I lupi – 4:02 (testo: Pierangelo Bertoli – musica: Marco Negri)
5. Ho una canzone nel cuore – 4:11 (testo: Pierangelo Bertoli – musica: Marco Dieci)
6. Fuori dal porto – 3:35 (testo: Pierangelo Bertoli – musica: Glauco Borrelli)
7. Ancora tempo – 3:46 (testo: Pierangelo Bertoli – musica: Giustini)
8. Vagabondi – 3:22 (testo: Pierangelo Bertoli e Angelo baiguera – musica: Angelo Baiguera)
9. Ti scriverò domani – 4:18 (testo: Pierangelo Bertoli e Alfonso Borghi – musica: Pierangelo Bertoli e Marco Dieci)
10. Se fossi – 3:30 (testo: Pierangelo Bertoli – musica: Giorgio Buttazzo)
11. Trasparenze – 3:24 (testo: Pierangelo Bertoli – musica: Marco Negri)
12. Segreti – 4:00 (testo: Pierangelo Bertoli – musica: Alberto Bertoni)

## Formazione
- Pierangelo Bertoli – voce
- Fabio Moretti – chitarra
- Marco Grasso – tastiera
- Massimo Palermo – basso
- Lele Melotti – batteria
- Renè Mantegna – percussioni
- Claudio Pascoli – sax
- Bruno De Filippi – armonica